# Паблло Виттар
Фабулу Родригис да Силва Араужу (порт. Phabullo Rodrigues da Silva Araujo), более известный как Паблло Виттар (порт. Pabllo Vittar; род. 1 ноября 1993, Сан-Луис, Бразилия) — бразильский исполнитель, дрэг-квин, автор песен и танцор.

## Карьера
Фабулу Родригис да Силва Араужу родился 1 ноября 1993 года в Сан-Луисе (Бразилия).
Впервые он появился в образе на экране в 2014 году в одном из бразильских ТВ-телешоу, где исполнил «I Have Nothing» Уитни Хьюстон. В 2015 году выпустил собственную португальскую версию супер-хита Major Lazer «Lean On», видео на которое на YouTube менее чем за четыре месяца набрало более миллиона просмотров. В это же время вышел сборник португалоязычных каверов на известные поп-хиты.
12 января вышел дебютный альбом Vai Passar Mal, одновременно с альбомом был выпущен сингл «Todo Dia», ставший первым крупным хитом Виттара. Песня побила несколько рекордов, так за два месяца видеоклип собрал более 10 млн просмотров на YouTube, обойдя «Sissy That Walk» Ру Пола, сделав Паблло Виттара самым успешным дрэг-квином в истории, стриминг на Spotify составлял более 14 500 000 прослушиваний. Однако из-за соавтора Рико Даласама был удалён со всех стриминговых сервисов. Следующий сингл «К. О.» оказался ещё более успешным, закрепив за Виттаром звание бразильской звезды.
Мировую известность Паблло принесло участие в песне Major Lazer — «Sua Cara», записанного при участии певицы Анитты. Клип вызвал много споров и разногласий, но при этом побил рекорд как самое быстрое видео, набравшее 1 млн лайков на YouTube, а также стал 19-м самым просматриваемым видео за первые сутки с 25,2 млн просмотрами.

## Дискография
- Vai Passar Mal (2017)
- Não Para Não (2018)
- 111 (2020)
- Batidão Tropical (2021)
- Noitada (2023)
- Batidão Tropical Vol. 2 (2024)

## Туры
- Open Bar Tour (2015—2016)
- Vai Passar Mal Tour (2017—2018)
- Não Para Não Tour (2018—2019)
- Não Para Não PRIDE Tour (2019)
- Não Para Não 2.0 Tour (2019—2020)
- Tour with Pabllo (2022)

## Фильмография
| Год          | Название                | Роль              | Примечание                        |
| ------------ | ----------------------- | ----------------- | --------------------------------- |
| 2016-17      | Amor & Sexo             | Вокалистка группы | Сезоны: 9, 10                     |
| 2017         | TVZ (Multishow TV show) | Special presenter | Эфир от 19 апреля 2017            |
| 2017         | TVZ (Multishow TV show) | Special presenter | Эфир от 6 сентября 2017           |
| 2017         | A Força do Querer       | Камео             | Эпизод 160 Эфир от 5 октября 2017 |
| 2018         | O Outro Lado do Paraíso | Камео             | Эпизод 172 Эфир от 14 мая 2018    |
| 2018-наст.вр | Супергерои на шпильках  | Голдива           | Озвучка                           |

## Награды и номинации
| Год  | Награда            | Категория                          | Работа                          | Результат |
| ---- | ------------------ | ---------------------------------- | ------------------------------- | --------- |
| 2018 | Latin Grammy Award | Best Urban Fusion / Interpretation | «Sua Cara» Major Lazer и Anitta | Номинация |